# Djiboutiaanse algemene verkiezingen 1987
Tijdens de algemene verkiezingen in Djibouti van 1987 werden zowel een nieuwe president als een nieuw parlement verkozen. Bij de presidentsverkiezing was er, net zoals in de vorige editie, slechts één kandidaat, Hassan Gouled Aptidon. Voor de verkiezing van het nieuwe parlement werd door de Rassemblement populaire pour le progrès reeds een lijst van 65 kandidaten opgesteld waarvoor gestemd kon worden.

## Verkiezingsuitslag

### Presidentsverkiezing
|                       | Stemmen in % |
| --------------------- | ------------ |
| Hassan Gouled Aptidon | 99,23        |
| Tegenstemmen          | 0,77         |

### Parlementsverkiezing
|                                         | # stemmen | # zetels |
| --------------------------------------- | --------- | -------- |
| Rassemblement populaire pour le progrès | 88.193    | 65       |
| Tegenstemmen                            | 1282      | -        |